# エルザ・カヤット
エルザ・カヤット (Elsa Cayat; 発音 [ɛlza kajat]; 1960年3月9日、チュニス - 2015年1月7日) は、フランスの精神科医・精神分析医。また、『シャルリー・エブド』に精神分析に関するコラムを連載するなど、執筆活動にも精力的に取り組んでいた。2015年1月7日、シャルリー・エブド襲撃事件でイスラム過激派に殺害された。

## 経歴
エルザ・カヤットは1960年3月9日、チュニジアの首都チュニスの港町スファックスに生まれた。父親のジョルジュ・カヤット (Georges Khayat) は医師・作家で、フランス植民地時代のチュニジアにおけるユダヤ人の生活に関する三部作の第一巻『青少年期 (Jeunesse)』の著者として知られている。作家のセルジュ・ブラムリーと写真家のソフィー・ブラムリーはエルザ・カヤットのいとこにあたる。なお、著名な靴職人ポーリュス・ボルテン (Paulus Bolten) との間に娘が一人いる。
22歳でパリ市立病院の精神科でインターンを務めた後、パリ16区で開業。パリで最も優れたラカン派精神分析医の一人とされた。
また、執筆活動としては、『シャルリー・エブド』に精神分析に関するコラム「シャルリーの寝椅子 (Charlie Divan)」("divan" は医師・精神分析医の患者用の枕付き寝椅子 [診療台]) を隔週で連載するほか、4冊の著書がある。
2015年1月7日、シャルリー・エブド編集部の会議に出席していたとき、乱入したイスラム過激派に殺害された。死亡者12人のうち彼女だけが女性であった。この事実が強調されるのは、現場に居合わせた司法コラムニストの女性シゴレーヌ・ヴァンソンが犯人に「女は殺さない・・・見逃してやるから、コーランを読め」と言われたからである。また、12人のうちエルザ・カヤット、警察官のアフメド・ムラベ (Ahmed Merabet)、そして風刺画家のジョルジュ・ウォランスキの3人がチュニジア出身であった。エルザ・カヤットの弟のフレデリックによると、彼女は殺害脅迫を受けていたという。
エルザ・カヤットはモンパルナス墓地のユダヤ人区画に埋葬された。
没後3か月後の2015年4月に著書『La Capacité de s'aimer (愛し合う力)』が発表された。現代社会における愛の困難と、それにもかかわらず愛することの可能性をエッセイ風に綴ったこの本のなかで、「愛し合う力、それは自分自身の責任の証を立てること、もう隠れないこと、恐れながらも自分自身の恐れを正面から見つめること、もう憎まないこと、憎み合わないこと・・・自分自身を、そしてお互いに自分自身を愛すること」と語っている。
2015年12月31日、レジオンドヌール勲章を贈られた。

## 著書
La Capacité de s'aimer (愛し合う力), Payot, 2015
Un homme + une femme = quoi ? (男 + 女 = 何?), Payot, Jacques Grancher, 1998
Le Désir et la Putain : Les Enjeux cachés de la sexualité masculine (欲望と淫売 ― 男性のセクシュアリティの隠された賭け), Albin Michel, 2007 (科学ジャーナリストのアントニオ・フィシェティとの共著; なお、アントニオ・フィシェティは現在、エルザ・カヤットとの議論から生まれた「性と宗教」というテーマで長編ドキュメンタリー映画を制作中である)
Noël, ça fait vraiment chier : sur le divan de Charlie Hebdo, Les Échappés-Charlie Hebdo, 2015 (クリスマスには本当に困る ― シャルリー・エブドの寝椅子で) (カトリーヌ・ムリスのイラスト、アリス・フェルネの序文; 2014年2月から2015年1月まで『シャルリー・エブド』のコラムに掲載された記事を集めたもの)